# Stortjärnen (Särna socken, Dalarna, 685829-136307)
Stortjärnen är en sjö i Älvdalens kommun i Dalarna och ingår i Dalälvens huvudavrinningsområde. Sjön har en area på 0,128 kvadratkilometer och ligger 527,3 meter över havet.

## Delavrinningsområde
Stortjärnen ingår i det delavrinningsområde (686223-136336) som SMHI kallar för Mynnar i Fjätan. Medelhöjden är 616 meter över havet och ytan är 12,32 kvadratkilometer. Det finns inga avrinningsområden uppströms utan avrinningsområdet är högsta punkten. Örebäcken som avvattnar avrinningsområdet har biflödesordning 3, vilket innebär att vattnet flödar genom totalt 3 vattendrag innan det når havet efter 453 kilometer. Avrinningsområdet består mestadels av skog (82 procent) och sankmarker (10 procent). Avrinningsområdet har 0,13 kvadratkilometer vattenytor vilket ger det en sjöprocent på 1,1 procent.